# Olympische Sommerspiele 2016/Taekwondo
Bei den XXXII. Olympischen Sommerspielen 2016 in Rio de Janeiro fanden acht Taekwondo-Wettbewerbe statt, je vier für Frauen und Männer. Austragungsort war die Arena Carioca 3 im Stadtteil Barra da Tijuca.

## Bilanz

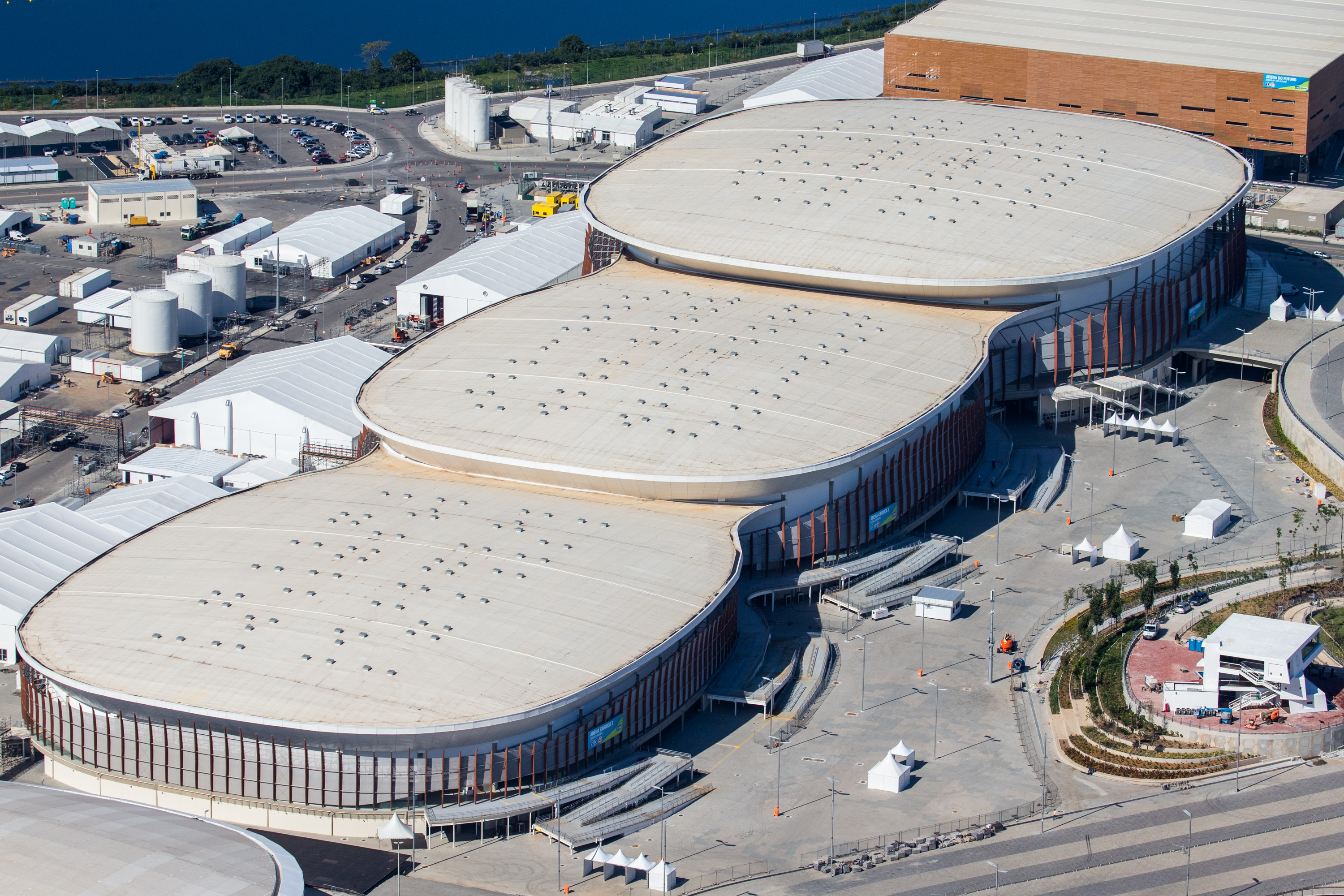
Carioca-Arena 3 (vorne)

### Medaillenspiegel
| Platz | Land                    | Gold | Silber | Bronze | Gesamt |
| ----- | ----------------------- | ---- | ------ | ------ | ------ |
| 1     | Südkorea                | 2    | –      | 3      | 5      |
| 2     | China                   | 2    | –      | –      | 2      |
| 3     | Großbritannien          | 1    | 1      | 1      | 3      |
| 4     | Aserbaidschan           | 1    | –      | 2      | 3      |
| 5     | Elfenbeinküste          | 1    | –      | 1      | 2      |
| 6     | Jordanien               | 1    | –      | –      | 1      |
| 7     | Spanien                 | –    | 1      | 1      | 2      |
| 7     | Thailand                | –    | 1      | 1      | 2      |
| 9     | Frankreich              | –    | 1      | –      | 1      |
| 9     | Mexiko                  | –    | 1      | –      | 1      |
| 9     | Niger                   | –    | 1      | –      | 1      |
| 9     | Russland                | –    | 1      | –      | 1      |
| 9     | Serbien                 | –    | 1      | –      | 1      |
| 14    | Ägypten                 | –    | –      | 1      | 1      |
| 14    | Brasilien               | –    | –      | 1      | 1      |
| 14    | Dominikanische Republik | –    | –      | 1      | 1      |
| 14    | Iran                    | –    | –      | 1      | 1      |
| 14    | Tunesien                | –    | –      | 1      | 1      |
| 14    | Türkei                  | –    | –      | 1      | 1      |
| 14    | Vereinigte Staaten      | –    | –      | 1      | 1      |

### Medaillengewinner
| Konkurrenz     | Gold                | Silber                      | Bronze                         |
| -------------- | ------------------- | --------------------------- | ------------------------------ |
| Fliegengewicht | Zhao Shuai          | Tawin Hanprab               | Kim Tae-hun Luisito Pié        |
| Leichtgewicht  | Ahmad Abughaush     | Alexei Denissenko           | Joel González Lee Dae-hoon     |
| Mittelgewicht  | Cheick Sallah Cissé | Lutalo Muhammad             | Milad Beigi Oussama Oueslati   |
| Schwergewicht  | Radik İsayev        | Abdoulrazak Issoufou Alfaga | Maicon de Andrade Cha Dong-min |

| Konkurrenz     | Gold         | Silber            | Bronze                                   |
| -------------- | ------------ | ----------------- | ---------------------------------------- |
| Fliegengewicht | Kim So-hui   | Tijana Bogdanović | Patimat Abakarova Panipak Wongpattanakit |
| Leichtgewicht  | Jade Jones   | Eva Calvo         | Hedaya Malak Kimia Alisadeh              |
| Mittelgewicht  | Oh Hye-ri    | Haby Niaré        | Ruth Gbagbi Nur Tatar                    |
| Schwergewicht  | Zheng Shuyin | María Espinoza    | Jackie Galloway Bianca Walkden           |

## Zeitplan
| Wettbewerbe              | August | August | August | August |
| Frauen                   | 17.    | 18.    | 19.    | 20.    |
| ------------------------ | ------ | ------ | ------ | ------ |
| Fliegengewicht bis 49 kg |        |        |        |        |
| Leichtgewicht bis 57 kg  |        |        |        |        |
| Mittelgewicht bis 67 kg  |        |        |        |        |
| Schwergewicht über 67 kg |        |        |        |        |
| Männer                   | 17.    | 18.    | 19.    | 20.    |
| Fliegengewicht bis 58 kg |        |        |        |        |
| Leichtgewicht bis 68 kg  |        |        |        |        |
| Mittelgewicht bis 80 kg  |        |        |        |        |
| Schwergewicht über 80 kg |        |        |        |        |

## Ergebnisse Männer

### Fliegengewicht (bis 58 kg)
| Platz | Land | Sportler       |
| ----- | ---- | -------------- |
| 1     | CHN  | Zhao Shuai     |
| 2     | THA  | Tawin Hanprab  |
| 3     | KOR  | Kim Tae-hun    |
| 3     | DOM  | Luisito Pié    |
| 5     | MEX  | Carlos Navarro |
| 5     | ESP  | Jesús Tortosa  |
| 7     | MAR  | Omar Hajjami   |
| 7     | AUS  | Safwan Khalil  |

Datum: 17. August 2016 

16 Teilnehmer aus 16 Ländern

### Federgewicht (bis 68 kg)

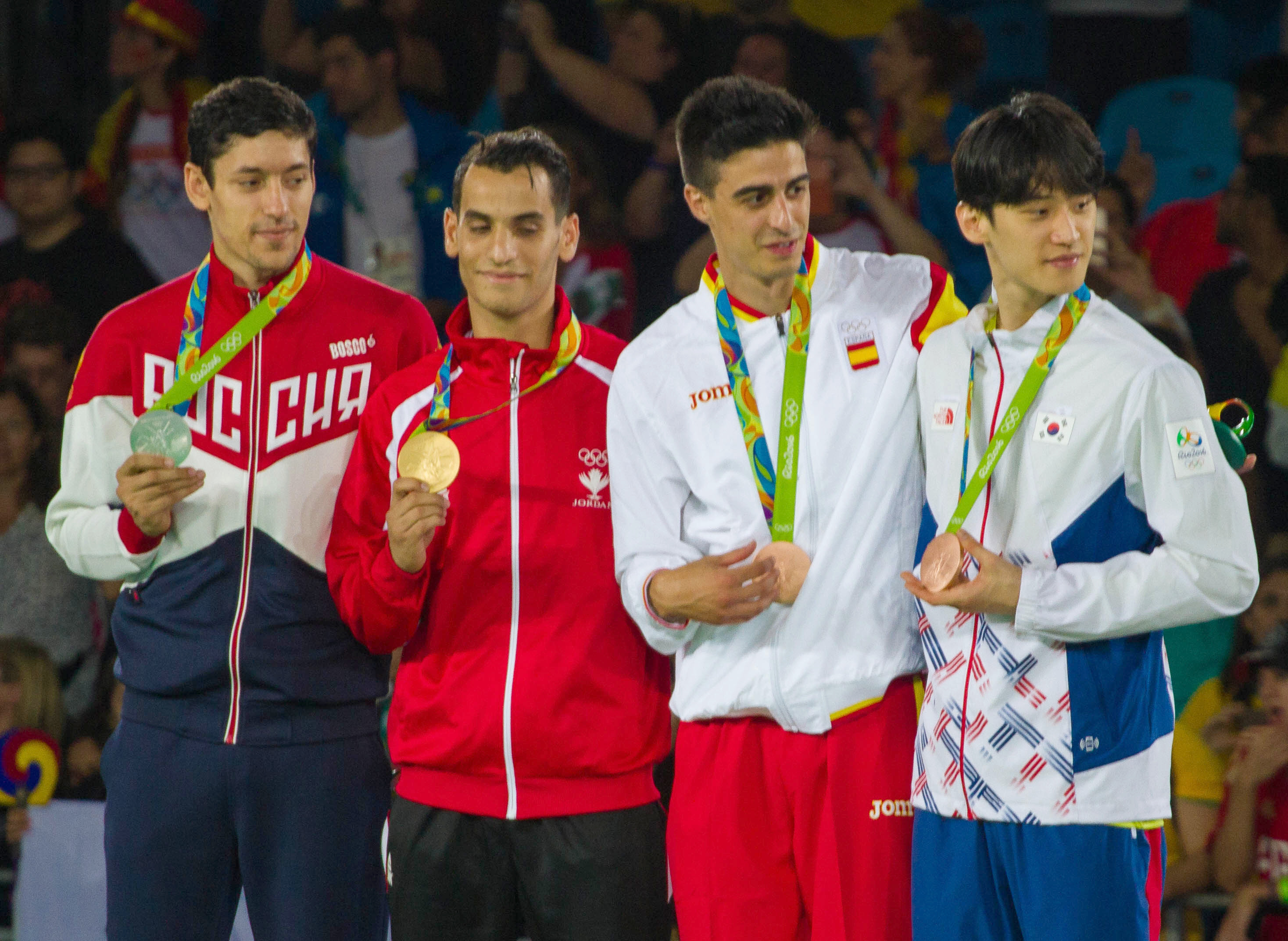
Die Medaillengewinner

| Platz | Land | Sportler          |
| ----- | ---- | ----------------- |
| 1     | JOR  | Ahmad Abughaush   |
| 2     | RUS  | Alexei Denissenko |
| 3     | ESP  | Joel González     |
| 3     | KOR  | Lee Dae-hoon      |
| 5     | BEL  | Jaouad Achab      |
| 5     | VEN  | Edgar Contreras   |
| 7     | EGY  | Ghofran Ahmed     |
| 7     | TUR  | Servet Tazegül    |

Datum: 18. August 2016 

16 Teilnehmer aus 16 Ländern

### Mittelgewicht (bis 80 kg)
| Platz | Land | Sportler            |
| ----- | ---- | ------------------- |
| 1     | CIV  | Cheick Sallah Cissé |
| 2     | GBR  | Lutalo Muhammad     |
| 3     | AZE  | Milad Beigi         |
| 3     | TUN  | Oussama Oueslati    |
| 5     | USA  | Steven Lopez        |
| 5     | POL  | Piotr Paziński      |
| 7     | GER  | Tahir Gülec         |
| 7     | AUS  | Hayder Shkara       |

Datum: 19. August 2016 

16 Teilnehmer aus 16 Ländern

### Schwergewicht (über 80 kg)

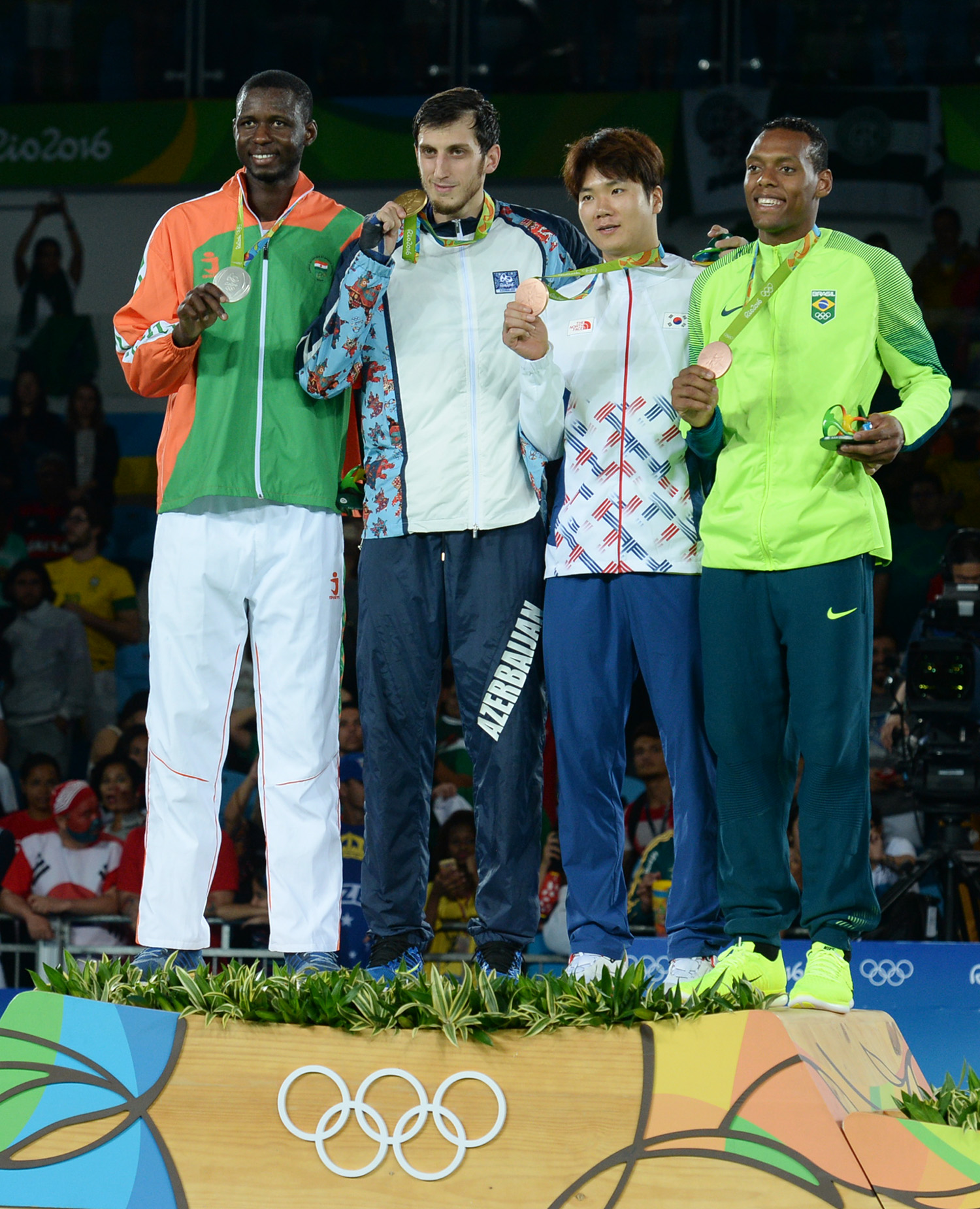
Siegerehrung

| Platz | Land | Sportler                    |
| ----- | ---- | --------------------------- |
| 1     | AZE  | Radik İsayev                |
| 02    | NIG  | Abdoulrazak Issoufou Alfaga |
| 03    | BRA  | Maicon de Andrade           |
| 03    | KOR  | Cha Dong-min                |
| 05    | GBR  | Mahama Cho                  |
| 05    | UZB  | Dmitriy Shokin              |
| 07    | FRA  | M’Bar N’Diaye               |
| 07    | KAZ  | Ruslan Zhaparov             |

Datum: 20. August 2016 

16 Teilnehmer aus 16 Ländern

## Ergebnisse Frauen

### Fliegengewicht (bis 49 kg)

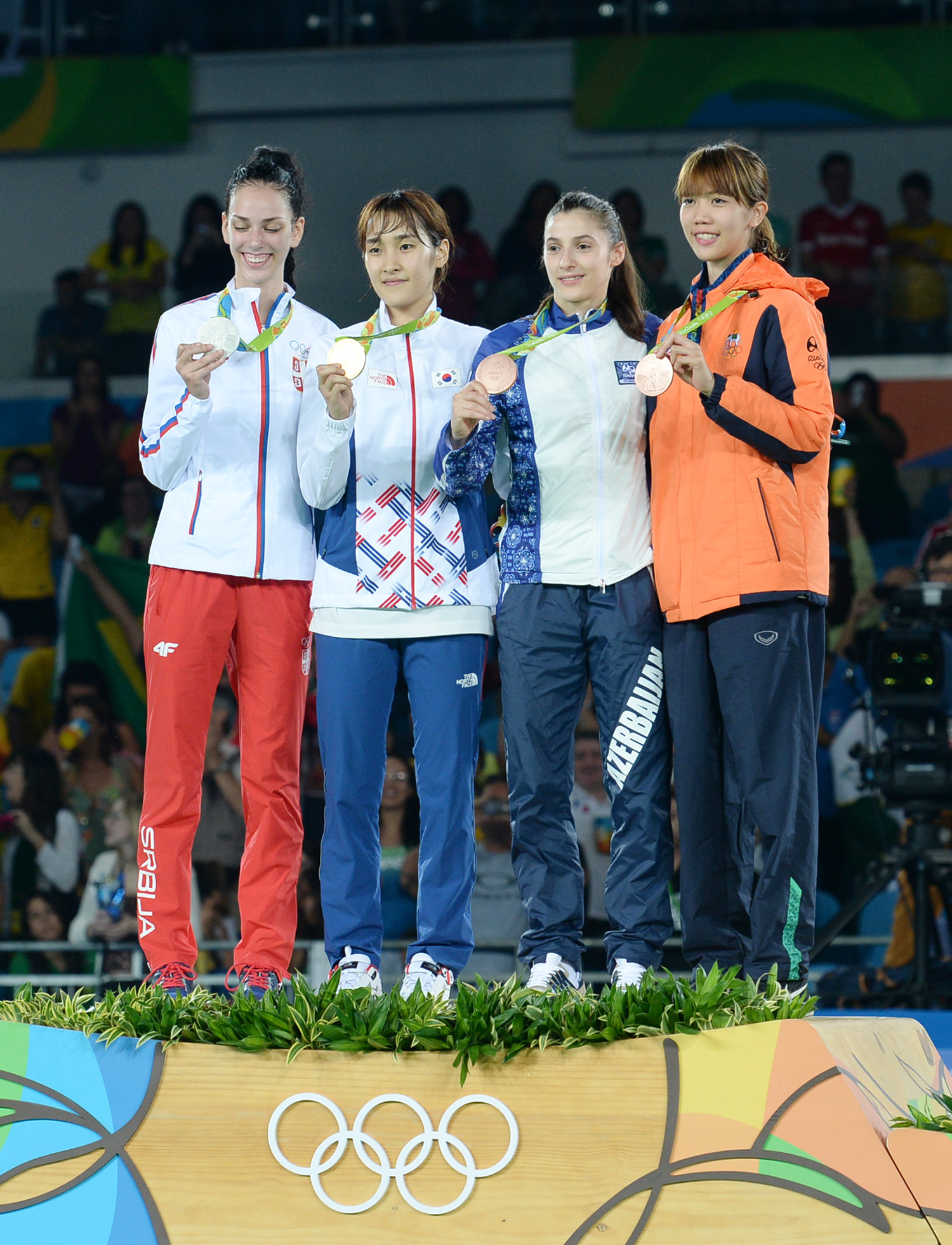
Siegerehrung

| Platz | Land | Sportlerin             |
| ----- | ---- | ---------------------- |
| 1     | KOR  | Kim So-hui             |
| 2     | SRB  | Tijana Bogdanović      |
| 3     | AZE  | Patimat Abakarova      |
| 3     | THA  | Panipak Wongpattanakit |
| 5     | FRA  | Yasmina Aziez          |
| 5     | MEX  | Itzel Manjarrez        |
| 7     | PER  | Julissa Diez Canseco   |
| 7     | CHN  | Wu Jingyu              |

Datum: 17. August 2016 

16 Teilnehmerinnen aus 16 Ländern

### Federgewicht (bis 57 kg)

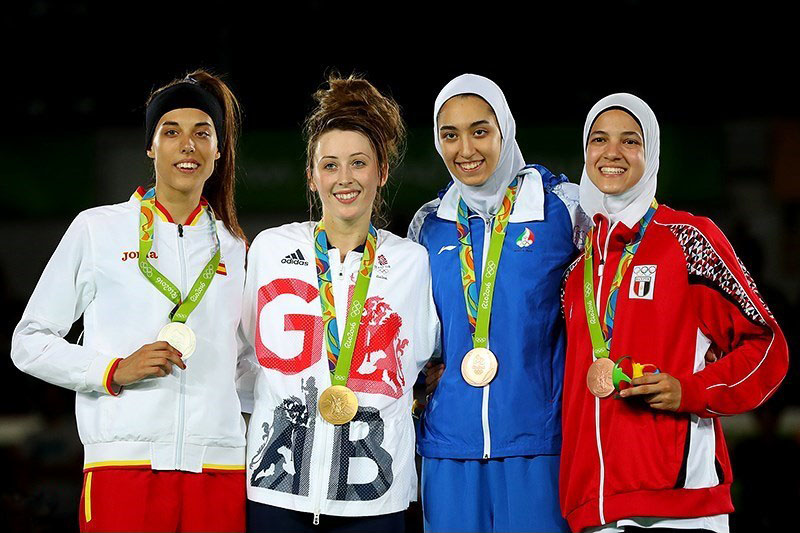
Die Medaillengewinnerinnen

| Platz | Land | Sportlerin         |
| ----- | ---- | ------------------ |
| 1     | GBR  | Jade Jones         |
| 2     | ESP  | Eva Calvo          |
| 3     | EGY  | Hedaya Malak       |
| 3     | IRI  | Kimia Alisadeh     |
| 5     | BEL  | Raheleh Asemani    |
| 5     | SWE  | Nikita Glasnović   |
| 7     | MAR  | Naima Bakkal       |
| 7     | THA  | Phannapa Harnsujin |

Datum: 18. August 2016 

16 Teilnehmerinnen aus 16 Ländern

### Mittelgewicht (bis 67 kg)
| Platz | Land | Sportlerin       |
| ----- | ---- | ---------------- |
| 1     | KOR  | Oh Hye-ri        |
| 2     | FRA  | Haby Niaré       |
| 3     | CIV  | Ruth Gbagbi      |
| 3     | TUR  | Nur Tatar        |
| 5     | AZE  | Fəridə Əzizova   |
| 5     | TPE  | Chuang Chia-chia |
| 7     | HAI  | Aniya Louissaint |
| 7     | CAN  | Melissa Pagnotta |

Datum: 19. August 2016 

16 Teilnehmerinnen aus 16 Ländern

### Schwergewicht (über 67 kg)
| Platz | Land | Sportlerin      |
| ----- | ---- | --------------- |
| 1     | CHN  | Zheng Shuyin    |
| 2     | MEX  | María Espinoza  |
| 3     | USA  | Jackie Galloway |
| 3     | GBR  | Bianca Walkden  |
| 5     | MAR  | Wiam Dislam     |
| 5     | FRA  | Gwladys Épangue |
| 7     | PHI  | Kirstie Alora   |
| 7     | NEP  | Nisha Rawal     |

Datum: 20. August 2016 

16 Teilnehmerinnen aus 16 Ländern

## Qualifikation

### Qualifikationskriterien
An den Wettbewerben nahmen 128 Athleten teil, jeweils 64 Frauen und Männer. 16 Athleten traten dabei pro Gewichtsklasse an. Vier Quotenplätze waren dem gastgebenden NOK garantiert. Weitere vier Athleten wurden nach Abschluss der Qualifikationsphase von der World Taekwondo Federation (WTF) eingeladen. Jedes NOK konnte insgesamt bis zu acht Athleten qualifizieren, jeweils vier Frauen und Männer, maximal aber einen Athleten pro Gewichtsklasse. Entscheidend für die Vergabe der Startplätze war das Erreichen von Quotenplätzen.
Die folgenden Qualifikationskriterien galten parallel für Frauen und Männer. Die jeweils sechs höchstplatzierten Athleten in der Weltrangliste zum Dezember 2015 gewannen einen Quotenplatz. Weitere Plätze wurden dann bei den kontinentalen Qualifikationsturnieren vergeben. In Europa, Asien, Afrika und Amerika qualifizierten sich jeweils die beiden Topplatzierten je Gewichtsklasse, in Ozeanien der jeweilige Gewinner. Wildcards wurden an die Zentralafrikanische Republik, Haiti, Honduras und Nepal vergeben.
Liste der Qualifikationsturniere:
- Europa in  Istanbul, 16. bis 17. Januar 2016
- Afrika in  Agadir, 6. bis 7. Februar 2016
- Ozeanien in  Port Moresby, 27. Februar 2016
- Amerika in  Aguascalientes, 10. bis 11. März 2016
- Asien in  Pasay, 16. bis 17. April 2016

### Gewonnene Quotenplätze
| Gewonnene Quotenplätze nach NOKs | Gewonnene Quotenplätze nach NOKs | Gewonnene Quotenplätze nach NOKs | Gewonnene Quotenplätze nach NOKs | Gewonnene Quotenplätze nach NOKs | Gewonnene Quotenplätze nach NOKs | Gewonnene Quotenplätze nach NOKs | Gewonnene Quotenplätze nach NOKs | Gewonnene Quotenplätze nach NOKs | Gewonnene Quotenplätze nach NOKs |
|                                  | Frauen                           | Frauen                           | Frauen                           | Frauen                           | Männer                           | Männer                           | Männer                           | Männer                           |                                  |
| Wettbewerb                       | Klasse bis 49 kg                 | Klasse bis 57 kg                 | Klasse bis 67 kg                 | Klasse über 67 kg                | Klasse bis 58 kg                 | Klasse bis 68 kg                 | Klasse bis 80 kg                 | Klasse über 80 kg                | Gesamt                           |
| -------------------------------- | -------------------------------- | -------------------------------- | -------------------------------- | -------------------------------- | -------------------------------- | -------------------------------- | -------------------------------- | -------------------------------- | -------------------------------- |
| Ägypten                          |                                  | X                                |                                  |                                  |                                  | X                                | X                                |                                  | 3                                |
| Aruba                            |                                  |                                  |                                  |                                  | X                                |                                  |                                  |                                  | 1                                |
| Aserbaidschan                    |                                  |                                  | X                                | X                                | X                                |                                  | X                                |                                  | 4                                |
| Australien                       | X                                |                                  | X                                |                                  |                                  | X                                | X                                |                                  | 4                                |
| Belgien                          | X                                | X                                |                                  |                                  |                                  | X                                |                                  |                                  | 3                                |
| Brasilien                        | X                                |                                  |                                  | X                                | X                                | X                                |                                  |                                  | 4                                |
| Chile                            |                                  | X                                |                                  |                                  |                                  |                                  |                                  |                                  | 1                                |
| China                            | X                                |                                  |                                  | X                                | X                                |                                  |                                  | X                                | 4                                |
| Deutschland                      |                                  |                                  | X                                |                                  |                                  | X                                | X                                |                                  | 3                                |
| Dominikanische Rep.              | X                                |                                  | X                                |                                  |                                  |                                  |                                  | x                                | 3                                |
| Dem. Rep. Kongo                  |                                  |                                  |                                  |                                  | X                                |                                  |                                  |                                  | 1                                |
| Elfenbeinküste                   |                                  |                                  | X                                |                                  |                                  |                                  | X                                | X                                | 3                                |
| Finnland                         |                                  |                                  |                                  |                                  |                                  | X                                |                                  |                                  | 1                                |
| Frankreich                       |                                  |                                  |                                  | X                                | X                                |                                  | X                                | X                                | 4                                |
| Gabun                            |                                  |                                  |                                  | X                                |                                  |                                  |                                  |                                  | 1                                |
| Großbritannien                   |                                  |                                  | X                                | X                                |                                  | X                                |                                  | X                                | 4                                |
| Haiti                            |                                  |                                  |                                  |                                  |                                  |                                  | X                                |                                  | 1                                |
| Honduras                         |                                  |                                  | X                                |                                  |                                  |                                  |                                  |                                  | 1                                |
| Iran                             | X                                |                                  | X                                | X                                |                                  | X                                |                                  |                                  | 4                                |
| Israel                           | X                                |                                  |                                  |                                  |                                  |                                  |                                  |                                  | 1                                |
| Japan                            |                                  |                                  |                                  |                                  |                                  | X                                |                                  |                                  | 1                                |
| Jordanien                        |                                  | X                                |                                  |                                  |                                  |                                  |                                  |                                  | 1                                |
| Kambodscha                       |                                  |                                  |                                  |                                  |                                  |                                  |                                  | X                                | 1                                |
| Kanada                           |                                  |                                  |                                  |                                  |                                  |                                  | X                                |                                  | 1                                |
| Kap Verde                        |                                  |                                  |                                  |                                  | X                                |                                  |                                  |                                  | 1                                |
| Kasachstan                       |                                  |                                  |                                  | X                                | X                                |                                  | X                                |                                  | 3                                |
| Kolumbien                        | X                                |                                  |                                  |                                  |                                  | X                                |                                  |                                  | 2                                |
| Kroatien                         |                                  | X                                |                                  |                                  | X                                | X                                |                                  |                                  | 3                                |
| Kuba                             |                                  |                                  |                                  | X                                |                                  |                                  |                                  |                                  | 1                                |
| Libyen                           | X                                |                                  |                                  |                                  |                                  |                                  |                                  |                                  | 1                                |
| Mali                             |                                  |                                  | X                                |                                  |                                  |                                  |                                  |                                  | 1                                |
| Marokko                          | X                                |                                  |                                  |                                  |                                  | X                                |                                  | X                                | 3                                |
| Mexiko                           | X                                | X                                |                                  |                                  | X                                |                                  |                                  | X                                | 4                                |
| Moldau                           |                                  |                                  | X                                |                                  |                                  |                                  |                                  |                                  | 1                                |
| Mongolei                         |                                  | X                                |                                  |                                  |                                  |                                  |                                  |                                  | 1                                |
| Nepal                            |                                  |                                  |                                  |                                  |                                  |                                  |                                  | X                                | 1                                |
| Neuseeland                       |                                  |                                  |                                  |                                  | X                                |                                  |                                  |                                  | 1                                |
| Niederlande                      |                                  |                                  |                                  |                                  |                                  |                                  |                                  | X                                | 1                                |
| Niger                            |                                  |                                  |                                  | X                                |                                  |                                  |                                  |                                  | 1                                |
| Norwegen                         |                                  |                                  |                                  |                                  |                                  |                                  |                                  | X                                | 1                                |
| Panama                           |                                  |                                  |                                  |                                  |                                  | X                                |                                  |                                  | 1                                |
| Papua-Neuguinea                  |                                  | X                                |                                  |                                  |                                  |                                  |                                  | X                                | 2                                |
| Peru                             |                                  |                                  |                                  |                                  | X                                |                                  |                                  |                                  | 1                                |
| Philippinen                      |                                  |                                  |                                  |                                  |                                  |                                  |                                  | X                                | 1                                |
| Polen                            |                                  | X                                | X                                |                                  |                                  |                                  |                                  |                                  | 2                                |
| Portugal                         | X                                |                                  |                                  |                                  |                                  |                                  |                                  |                                  | 1                                |
| Puerto Rico                      |                                  |                                  |                                  |                                  |                                  |                                  |                                  | X                                | 1                                |
| Republik China                   |                                  |                                  | X                                |                                  | X                                |                                  | X                                |                                  | 3                                |
| Russland                         |                                  | X                                | X                                |                                  |                                  |                                  | X                                |                                  | 3                                |
| Schweden                         |                                  |                                  |                                  |                                  |                                  | X                                | X                                |                                  | 2                                |
| Senegal                          |                                  | X                                |                                  |                                  |                                  |                                  |                                  |                                  | 1                                |
| Serbien                          |                                  |                                  |                                  |                                  | X                                |                                  |                                  | X                                | 2                                |
| Spanien                          | X                                | X                                |                                  |                                  |                                  | X                                |                                  |                                  | 3                                |
| Südkorea                         | X                                | X                                |                                  | X                                | X                                |                                  | X                                |                                  | 5                                |
| Thailand                         | X                                |                                  |                                  |                                  | X                                | X                                |                                  |                                  | 3                                |
| Tonga                            |                                  |                                  |                                  | X                                |                                  |                                  |                                  |                                  | 1                                |
| Tunesien                         |                                  |                                  | X                                | X                                |                                  | X                                |                                  |                                  | 3                                |
| Türkei                           |                                  | X                                |                                  |                                  |                                  |                                  | X                                |                                  | 2                                |
| Usbekistan                       |                                  |                                  | X                                | X                                |                                  |                                  | X                                |                                  | 3                                |
| Venezuela                        |                                  | X                                |                                  |                                  |                                  |                                  |                                  |                                  | 1                                |
| Vereinigte Staaten               |                                  |                                  | X                                | X                                |                                  |                                  | X                                | X                                | 4                                |
| Weißrussland                     |                                  |                                  |                                  | X                                |                                  |                                  |                                  |                                  | 1                                |
| Zentralafrikanische Rep.         |                                  | X                                |                                  |                                  |                                  |                                  |                                  |                                  | 1                                |
| Quotenplätze Gesamt              | 16                               | 16                               | 16                               | 16                               | 16                               | 16                               | 16                               | 16                               | 128                              |